# 塔布勒沙拉

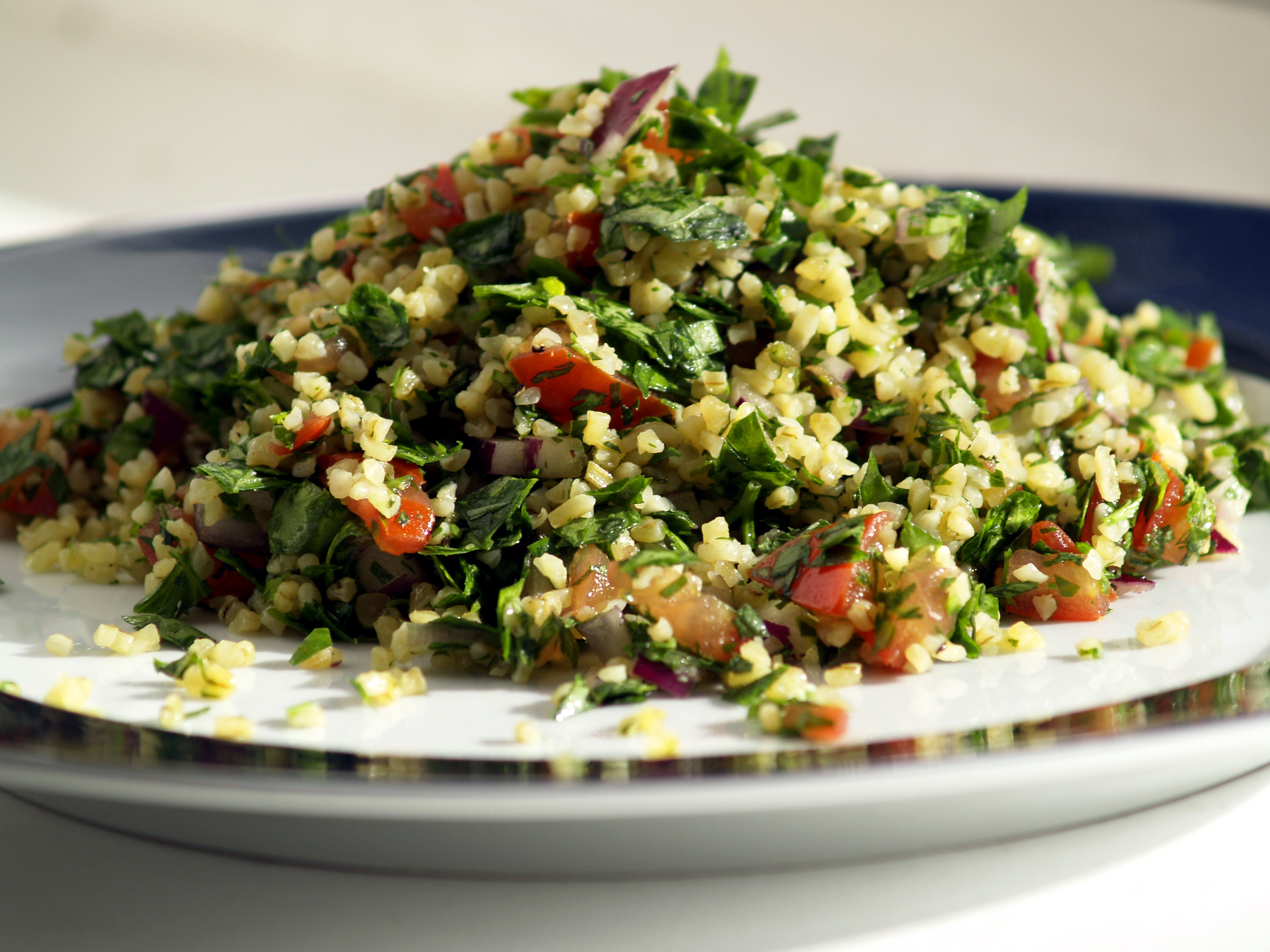
一份塔布勒沙拉

塔布勒沙拉（阿拉伯语：‎，羅馬化：tabbūla）是中东地区的一种沙拉，起源于黎巴嫩、叙利亚一带。主要由布格麦与切碎的歐芹、薄荷、番茄及洋葱等混合，并适量加入食盐、柠檬汁、橄榄油等搅拌而成。